# Bruno Hippler
Bruno Hippler (* 1. Mai 1894 in Heilsberg, Ostpreußen; † 23. März 1942 in Ilmensee) war ein deutscher Generalmajor (posthum).

## Leben
Hippler trat nach dem Besuch der Kadettenanstalt in Königsberg am 22. März 1913 als Leutnant in das Infanterie-Regiment „von Boyen“ (5. Ostpreußisches) Nr. 41 ein.
Bei Ausbruch des Zweiten Weltkriegs war er Kommandeur des Infanterie-Regiments 1 in Königsberg.
1942 war er zuletzt als Oberst und Kommandeur der 329. Infanterie-Division an der erfolgreichen Öffnung des Kessels von Demjansk beteiligt.
Hippler fiel am 23. März 1942 in der Nähe des Ilmensees. Er wurde posthum zum Generalmajor befördert.

## Veröffentlichungen
- Bruno Hippler, Alfred Bülowius: Das Infanterie-Regiment v. Boyen (5. Ostpreußisches) Nr 41 im Weltkrieg 1914-1918: Auf Grund der amtlichen Kriegsakten, Beiträgen von Kriegsteilnehmern und eigenen Erinnerungen. Gerhard Stalling Verlag, Oldenburg/Oldbg. 1929 in: Erinnerungsblätter deutscher Regimenter. Der Schriftfolge Bd. 262

| Personendaten    | Personendaten                    |
| ---------------- | -------------------------------- |
| NAME             | Hippler, Bruno                   |
| KURZBESCHREIBUNG | deutscher Generalmajor (posthum) |
| GEBURTSDATUM     | 1. Mai 1894                      |
| GEBURTSORT       | Heilsberg, Ostpreußen            |
| STERBEDATUM      | 23. März 1942                    |
| STERBEORT        | Ilmensee                         |